# Руино
Руино (итал. Ruino) је насеље у Италији у округу Павија, региону Ломбардија.
Према процени из 2011. у насељу је живело 24 становника. Насеље се налази на надморској висини од 539 м.

## Становништво
Према резултатима пописа становништва 2011. у општини је живело 745 становника.
| 1931. | 1936. | 1951. | 1961. | 1971. | 1981. | 1991. | 2001. | 2011. |
| ----- | ----- | ----- | ----- | ----- | ----- | ----- | ----- | ----- |
| 1.619 | 1.624 | 1.365 | 1.120 | 1.023 | 965   | 895   | 811   | 745   |